# Квінт Гатерій
Квінт Гате́рій (лат. Quintus Haterius; 65 рік до н. е. — 26 рік н. е.) — політичний діяч Римської імперії, консул-суфект 5 року до н. е., красномовець та декламатор часів володарювання імператорів Августа та Тиберія.

## Життєпис
Походив з роду вершників Гатеріїв. Про батьків немає відомостей. Замолоду вивчав риторику, займався красномовством, досягши в цьому визначних успіхів. При написанні своїх промов Гатерій менш уваги приділяв риторичному відпрацюванню тексту, а більш сподівався на власне натхнення під час виступу. Втім емоційна складова у Гатерія була занадто великою. Тому він завжди водив із собою вільновідпущеника, який давав відповідні знаки, коли потрібно зупинитися або зменшити емоції.
Спочатку підтримував Гнея Помпея Великого, згодом республіканців Кассія та Брута. Проте незабаром перейшов на бік тріумвірів Октавіана, Марка Антонія та Марка Лепіда. Згодом став прихильником Октавіана Августа, на підтримку якого часто виступав у сенаті. Породичався з впливовим політиком Марком Віпсанієм Агріппою, одружившись з його сестрою. У 5 році до н. е. став консулом-суфектом разом з Луцієм Вініцієм. На цій посаді підтримав низку законів, що обмежували розкоші знаті та вершників.
Активно вмовляв Тиберія після смерті Октавіана Августа взяти імператорську владу. Надалі став одним з найбільших підлабузників Тиберія.

## Родина
Дружина — Віпсанія Полла
Діти:
- Квінт Гатерій Агріппа
- Секст Гатерій Агріппа
- Децим Гатерій Агріппа, консул 22 року